# Asaba (Nigeria)
Asaba ist eine Großstadt im Süden von Nigeria in Westafrika. Die Hauptstadt des Bundesstaates Delta, der vor allem für seine reichen Erdölvorkommen bekannt ist, liegt etwa 350 Kilometer südlich der Landeshauptstadt Abuja am Ufer des Flusses Niger. Der Ballungsraum von Asaba hat eine Größe von etwa 300 Quadratkilometern. Bei der offiziellen Bevölkerungsberechnung im Jahre 2010 hatte Asaba etwa 407.000 Einwohner.

## Bedeutung des Namens
Asaba kommt vom Wort Ahabagom aus der Sprache Igbo und bedeutet so viel wie Ich habe mich entschieden, was sich auf den Gründer von Asaba, Nnebisi, bezieht.

## Einwohner
Mit einer Einwohnerzahl von etwa 407.000 Menschen ist Asaba derzeit die vierundzwanzigstgrößte Stadt Nigerias. Deutlich auffallend ist das Bevölkerungswachstum in Asaba: Von etwa 50.000 Einwohnern im Jahre 1991 hat sich die Bevölkerung bis 2010 mehr als verachtfacht. Die Einwohner von Asaba sind überwiegend Igbo, es leben dort aber auch Mitglieder weiterer afrikanischer Stämme wie der Ijaw, der Haussa, der Yoruba, der Itsekiri, der Urhobo und der Isoko.

## Die Wichtigkeit der Stadt

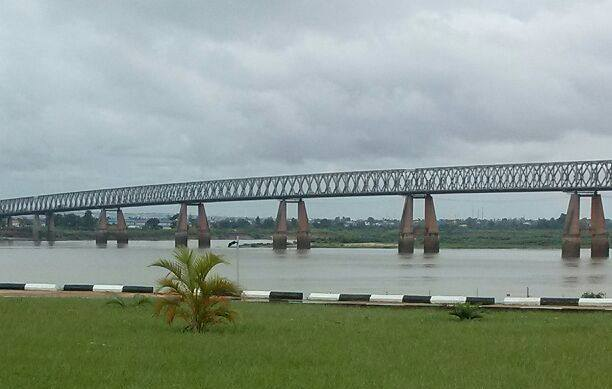
Die Onitsha Bridge über den Niger

Asaba stellt ein Knotenpunkt für die gesamte Region dar, da sich mit der Onitsha Bridge die für viele hundert Kilometer einzige Überquerung des Nigers in Asaba befindet, gleichzeitig ist die Brücke ein Wahrzeichen Nigerias. Die Zweite Nigerbrücke ist im Bau. Asaba wird dadurch zum Ort des Zusammentreffens aller Menschen, die auf dem Weg sind vom Osten Nigerias in den Westen des Landes und umgekehrt. Auch durch diese günstige Lage lässt sich das hohe Bevölkerungswachstum erklären.
Der Flughafen Asaba verfügt über internationale Verbindungen.

## Das Massaker von Asaba
Bei dem Massaker von Asaba, welches im Oktober 1967 von Regierungstruppen verübt wurde, wurden mehr als 700 Männer und Jungen ermordet.

## Klima
In Asaba herrschen während der Trockenzeit tropische Temperaturen von durchschnittlich 32 °C, während der Regenzeit fallen etwa 2700 Millimeter Regen jährlich.

## Persönlichkeiten aus Asaba
- Dennis Osadebay (Administrator der Region Midwest 1963–1964)
- J. I. G. Onyia
- Joseph Chike Edozien
- Nduka Eze
- Maryam Babangida
- Ifeanyi Emmanuel Ojeli (* 1998), Sprinter